# Diezani Alison-Madueke
Diezani K. Alison-Madueke  (Port Harcourt, 6 de diciembre de 1960) es una política nigeriana. En 2014, fue la primera mujer presidenta de la Organización de Países Exportadores de Petróleo (OPEP) dejó esa posición en 2015.
Fue Ministra de Transporte de Nigeria desde 2007 a 2008, Ministra de Minas entre 2008 y 2010 y luego Ministra de petróleo entre 2010 y 2015.
En abril de 2016, fue acusada de haber dado millones de dólares a miembros de la comisión electoral para influir en el resultado de las elecciones presidenciales de 2015
El 11 de mayo de 2021, se incautaron 153 millones de dólares (140 millones de euros) a Diezani Alison-Madueke. Y 80 de sus casas también.

## Privado
Tiene dos hijos, Chimezie Madueke y Ugonna Madueke.